# 日本人形協会
一般社団法人日本人形協会（にほんにんぎょうきょうかい）は、日本人形に関する製造業者、小売業者により組織された業界団体である。

## 沿革
- 1955年 - 日本人形協会設立。
- 1973年6月 - 日本人形協会を発展的解消し社団法人日本ひな人形協会設立。
- 1993年10月1日 - 社団法人日本人形協会に名称変更。
- 2012年7月 - 一般社団法人に移行。

## 主な事業
- 「節句人形工芸士」の育成。

## 最近の出来事
2016年10月18日、USJの期間限定アトラクション「祟(TATARI) 〜生き人形の呪い〜」においてUSJを運営するユー・エス・ジェイと供養のため淡島神社に奉納されていた日本人形を持ち主に無断で貸し出した淡島神社に対し、本物の日本人形をアトラクションに転用し心理的恐怖を目的とする利用で日本人形のイメージを損ね、全国の製造業、卸売業、小売業、伝統工芸職人に対する風評被害や経済的影響を勘案し、今後しないよう申し入れた。